# Чадден
Чадден (англ. Chadden Lake) — озеро на северо-западе Канады. Располагается в 11 км от города Уайтхорс на правом берегу верхнего течения реки Юкон в южной части территории Юкон.
Озеро имеет сложную лопастную форму и находится на высоте 661 м над уровнем моря в центральной части парка Чадберн-Лейк. Площадь водной поверхности равняется 55 га. Наибольшая глубина составляет 30 м и достигается северо-западнее центра северной части акватории.
Водится радужная форель и арктический голец.